# Tradycja

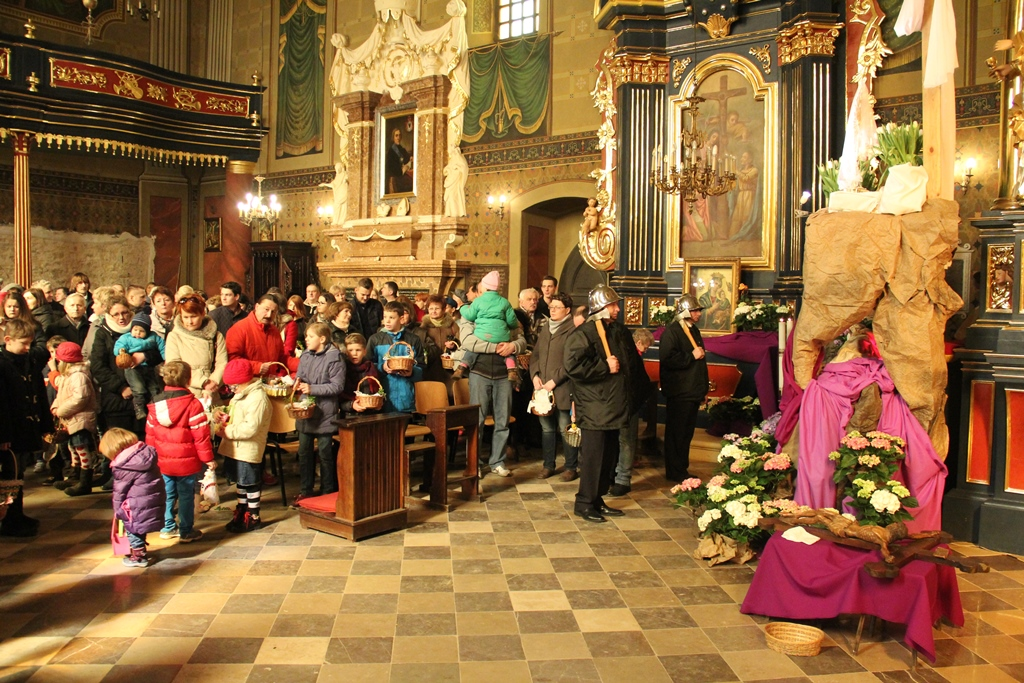
Święcenie pokarmów w miejscowości Sławków. Polska tradycja związana z Wielkanocną. Odbywa się w Wielką Sobotę

Tradycja (łac. traditio) – przekazywane z pokolenia na pokolenie obyczaje, poglądy, wierzenia, sposoby myślenia i zachowania, normy społeczne, uznane przez daną zbiorowość za społecznie ważne dla jej współczesności i przyszłości. W ramach dziedziczenia jakiejś tradycji kolejne pokolenia mogą wprowadzać zmiany wynikające z aktualnych realiów, możliwości, własnych pomysłów oraz upodobań. Na całym świecie większość tradycji jest wiernie reprodukowana, darzona szacunkiem oraz dbałością o szczegóły.

## Etymologia
Wyraz tradycja może występować w języku potocznym, jak również w konkretnych dziedzinach, takich jak: antropologia, kulturoznawstwo, socjologia czy religioznawstwo jako termin fachowy. W języku powszechnie używanym znaczenie wyrazu tradycja oznacza obyczaje, zachowania, poglądy lub normy przejmowane od poprzednich pokoleń. Łacińskie traditio oznacza wręczenie lub oddanie. 

## Tradycja a dziedzictwo kulturowe
Według Jerzego Szackiego wyróżnić można trzy znaczenia tradycji:
- czynnościowe (inaczej transmisję danych), czyli przekaz ustny;
- przedmiotowe, jako dziedzictwo, czyli coś co jest dziedziczone;
- podmiotowe, które określa stosunek danej grupy do przeszłości oraz zobowiązuje ją do negacji lub afirmacji tradycji[4].

Polski socjolog, Stanisław Ossowski, uznaje dziedzictwo kulturowe za wzory reakcji mięśniowych, uczuciowych i umysłowych.
Tradycja jako dziedzictwo w postaci spuścizny lub spadku oznacza dobra kultury przekazywane z przeszłości. 

## Tradycja a typy kultury ludowej
Dwudzielność tradycji między stroną realną a ogólną zasadą teoretyczną, wynika, że w oparciu o treściowe zdeterminowanie kategorii tradycji, można ją podzielić według kultury ludowej na:
- zdeterminowanie wewnętrzne w kategorii tradycja

Określa głównie co jest przedmiotem tradycji, inaczej treścią. W jej skład wchodzą zjawiska kultury ludowej np. zwyczaje, repertuar opowieści, ludowe wyobrażenia estetyczne oraz formy życia społecznego. Nie zawsze jednak utożsamia się je ze wszystkimi zjawiskami kultury ludowej. Zjawiska stają się częścią podobieństw charakterystycznych dla danej grupy, np. wspólne cechy estetyczne, psychiczne czy narodowe. 
- zdeterminowanie zewnętrzne w kategorii tradycja

Tradycja jest tu określana w kontekście warunków społecznych. Ukazuje jak powstała i funkcjonuje, ale też wyjaśnia, w jaki sposób i w jakim celu została stworzona. Zdeterminowanie zewnętrzne może przyczyniać się do uświadamiania przynależności tradycji do różnych grup społecznych lub kulturowych.
- zdeterminowanie funkcjonalne kategorii tradycja

Zdeterminowanie funkcjonalnie łączy dwa poprzednie zdeterminowania i jest ich nieodłącznym elementem. Zajmuje się kwestiami tego jak i dlaczego tradycja powstaje, po co się tworzy, jej funkcjami oraz oddziaływaniem na kulturę ludową oraz życie społeczne. Najważniejsze cechy zdeterminowania funkcjonalnego to normy przyjęte przez kulturę lub społeczność, chęć osiągnięcia stabilności w grupie.

## Tradycja wynaleziona/wymyślona
Brytyjski historyk Eric Hobsbawm twierdzi, że tradycja wynaleziona to zespół działań o charakterze rytualnym lub symbolicznym. Tworzona jest zazwyczaj przez jawne lub niejawne reguły działania, mają one na celu uświadomienie ludziom pewnych wartości oraz norm zachowania poprzez powtarzalność, co prowadzi do kontynuowania przeszłości. Tradycje wymyślone to również tradycje, które powstają w krótkim czasie, nieznanym miejscu i mają tendencje do szybkiego utrwalania się w społeczeństwie. Ponadto są naprawdę wymyślone, tworzone od początku i powoli wprowadzane w życie. Istnieje też inny sposób przyjęcia nowej tradycji, czasami mogą zapożyczyć symbolikę, rytuały oraz moralność zaczerpniętą z takich źródeł, jak religia, ceremoniał dworski czy folklor. Od rewolucji przemysłowej można wypunktować trzy główne nakładające się na siebie typy tradycji wymyślonych:
- tradycja służąca wzmacnianiu poczucia przynależności oraz symbolizowaniu jedności wewnętrznej grup oraz sztucznych wspólnot;
- tradycja służąca do umacniania i legitymizowania instytucji, pozycji bądź relacji władzy;
- tradycja służąca głównie upowszechnianiu i wpajaniu wierzeń, systemów wartości i konwencjonalnych sposobów zachowania[7].

Tradycja dawna charakteryzuje się konkretnymi i silnymi praktykami społecznymi, natomiast wymyślona jest raczej niejasna co do natury będącej wartościami, prawami i obowiązkami egzekwowanymi w danej grupie, takimi jak: patriotyzm czy lojalność. 

## Etnologia i antropologia kulturowa
Terminami najczęściej używanymi w etnologii i antropologii kulturowej jest tradycja kulturowa, chłopska kultura tradycyjna, tradycyjne społeczeństwo, tradycyjna rodzina, tradycyjne obrzędy oraz tradycyjne narzędzia rolnicze. Wszystkie te terminy używane są w formie przymiotnikowej.
Polski socjolog i etnolog Kazimierz Dobrowolski zaznaczał, że w skład tradycji wchodzi w zasadzie każda spuścizna, którą przekazują starsze pokolenia nowym – kolejnym generacjom.
W Encyklopedii antropologicznej podano, że tradycje określa się jako wartości, wierzenia, reguły, wzory zachowań, które podziela grupa oraz – co ważne – jest przekazywana z pokolenia na pokolenie jako nieodłączna część socjalizacji.

Według Edwarda Shilsa:
Tradycja ma wiele znaczeń. W swoim najbardziej narzucającym się, elementarnym sensie oznacza traditum: jest tym wszystkim co jest transmitowane lub przekazywane z przeszłości do teraźniejszości. 
Według amerykańskiego antropologa Edwarda Sapira:
Pojęcie „tradycja” podkreśla historyczne zaplecze obyczaju. Jakieś obyczaje i konwencje mogą być nieobecne w danej wspólnocie i nikt nie będzie miał jej tego za złe. […] Różnica między zwyczajem a tradycją jest raczej subiektywna niż obiektywna. Bowiem pełne historyczne tłumaczenie obyczajów, poza nielicznymi wyjątkami, z reguły prowadzi nas ku odległej przeszłości.

## Rodzaje tradycji
Rodzaje tradycji wg Zbigniewa Jasiewicza oraz Erica Hobsbawma:
- genetyczna – transmisja z generacji do generacji, z fazy do fazy kultury[5].
- społeczna – transmisja w linii horyzontalnej, uznane za tradycyjne elementy kultury z jednej grupy do drugiej[5].
- sytuacyjna – charakteryzująca się występowaniem zakłóceń w czasie funkcjonowania społeczeństwa i kultury. Może się pojawić w sytuacji, gdy człowiek przystosowuje się do nowych warunków, nie zawsze poprzez przekaz, a pod wpływem warunków kształtujących swoje życie w sposób przypominający rozwiązanie z przeszłości[5].
- odtwarzana/rekonstruowana – stara[7].
- wynaleziona/wymyślona – nowa[7].
- mieszana – połączenie nowej ze starą.

## Perspektywy tradycji
Tradycja ma to do siebie, że jest zmienna, powodem takiego procesu może być współczesna tendencja do zmian treści, formy, funkcji i życia kultury ludowej i tradycyjnej. Tradycyjne tradycje, wywodzące się z kultury ludowej z XIX wieku i I połowy XX wieku, kolidują z nowymi, unowocześnionymi tradycjami, wykreowanymi w ramach rozwoju społeczeństwa. W efekcie tradycyjne tradycje przeobrażają się w mało atrakcyjne i nieaktualne w XXI wieku. Jedynym ratunkiem okazuje się konieczność zmiany ich treści i funkcjonowania. W przeciwnym razie, może to skutkować utratą pozycji i wpływów na kulturę ludową i życia społecznego, a nawet zupełnym zanikiem tradycyjnych tradycji. Zewnętrzne determinanty powodują zmiany determinantów wewnętrznych i razem zmieniają determinanty funkcjonalne. 